# Logicomix
 Logicomix (Logicomix: An Epic Search for Truth) è un romanzo a fumetti sulla ricerca dei fondamenti della matematica, scritto da Apostolos Doxiadis, autore di Zio Petros e la congettura di Goldbach, e da Christos Papadimitriou, informatico teorico dell'Università di Berkeley in California. Il character design e i disegni sono di Alecos Papadatos; i colori sono di Annie Di Donna. Il libro è stato originariamente scritto in inglese, ed è stato tradotto in greco dallo stesso autore,  Apostolos Doxiadis per l'edizione in Grecia, uscita precedentemente a quella per gli Stati Uniti e il Regno Unito.

## Argomento
Il personaggio principale è il logico matematico e filosofo Bertrand Russell, le cui vicende biografiche e accademiche - narrate attraverso un lungo flashback - si alternano a brevi discussioni degli autori (Doxiadis, Papadimitriou e altri) sull'opera stessa e sulle difficoltà di rappresentare l'informatica e la logica a fumetti.
La biografia di Russell, com'è rappresentata, è a sua volta un viaggio attraverso gli obiettivi, le lotte, i trionfi e le tragedie di molti grandi pensatori del XX secolo: Georg Cantor, Ludwig Wittgenstein, G. E. Moore, Alfred North Whitehead, David Hilbert, Gottlob Frege, Henri Poincaré, Kurt Gödel ed Alan Turing.
Le vicende dei disegnatori e degli scrittori della storia, interpolata tra varie discussioni sul significato della logica, sulla follia e i logici, sulla rappresentazione linguistica del mondo, la contraddizione e il modo di raccontare tutto questo, si conclude con la rappresentazione teatrale dell'Orestiade di Eschilo, dove a sua volta il protagonista (Oreste) è preso tra due diversi sistemi di regole, quelli delle Furie e quelli degli dei dell'Olimpo.

## Edizioni
- Apostolos Doxiadis, Christos Papadimitriou, Logicomix, traduzione di Paola Eusebio, prefazione di Giulio Giorello, collana Guanda Graphic, Guanda, 2010,  p. 352.